# Doppler (Novohradské hory)
Doppler či Jelení vrch je pátý nejvyšší (935 m n. m.) kopec v Novohradských horách. Leží jižně od obce Malonty. Vrchol je tvořen, na rozdíl od ostatních vrchoů pohoří, migmatitem. Z vrcholu bývá možné vidět za jasného počasí Sněžku i Dachstein, v současnosti (2024) je však výhled omezen stromy.
Poblíž vrcholu se nachází kříž a pamětní deska.
Německý název Doppler byl ve 20. století nahrazen názvem Jelení vrch, ale tento název se mezi lidmi příliš neujal.

## Přístup
Doppler byl nejvyšším přístupným vrcholem Novohradských hor v době pohraničního pásma. Nyní na vrchol vede naučná stezka z Malont (6 km) a odbočka k vrcholu ze zelené turistické trasy (0,5 km).